# (34440) 2000 SV46
2000 SV46 (asteroide 34440) é um asteroide da cintura principal. Possui uma excentricidade de 0.19649360 e uma inclinação de 14.32357º.
Este asteroide foi descoberto no dia 23 de setembro de 2000 por LINEAR em Socorro.